# Atelomycterus
Atelomycterus is een geslacht van vissen uit de familie van de Atelomycteridae, en telt 6 soorten. De wetenschappelijke naam van het geslacht werd in 1913 voorgesteld door Samuel Garman.

## Soorten
- Atelomycterus baliensis White, Last & Dharmadi, 2005
- Atelomycterus erdmanni Fahmi & White, 2015[3]
- Atelomycterus fasciatus Compagno & Stevens, 1993
- Atelomycterus macleayi Whitley, 1939 – Australische marmerkathaai
- Atelomycterus marmoratus (Anonymous [Bennett], 1830)
- Atelomycterus marnkalha Jacobsen & Bennett, 2007